# Ōtomo no Satehiko

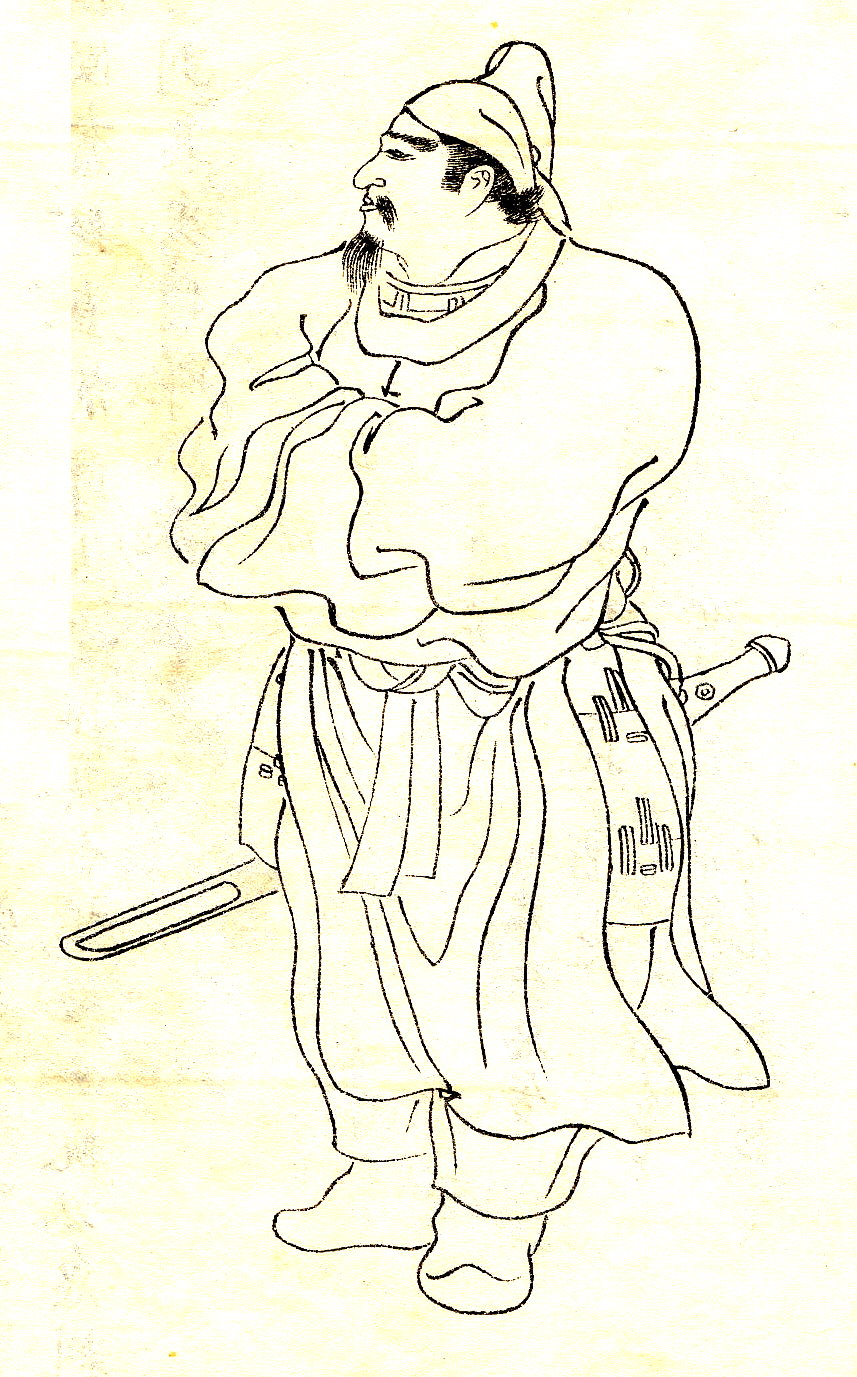
Esta es una representación del general Satehiko

Ōtomo no Satehiko (大伴挾手彦) fue un general japonés.
Sadehiko,  hijo de Ōtomo no Kanamura. Dirigió dos veces las fuerzas contra el reino coreano de Goguryeo, primero en el año 537 CE (algunas fuentes afirman 536) y más tarde en 562. Una leyenda sobre su primera campaña cuenta que su esposa, Matsura Sayohime, subió a las colinas sobre Hizen y rezó con tal intensidad por su regreso seguro que se convirtió en piedra.